# Mécanique des solides déformables

Vecteur de contrainte T s'appliquant sur une surface interne dans un continuum, montrant les composantes de contrainte normale et de cisaillement sur cette surface, et le vecteur de contrainte opposé -T sur la surface en vis-à-vis (principe d'action - réaction).

La mécanique des solides déformables est la branche de la mécanique des milieux continus qui étudie le comportement mécanique des matériaux solides, en particulier leurs mouvements et leurs déformations sous l'action de forces, de changements de température, de changements de phase ou d'autres actions externes ou internes.
Une application typique de la mécanique des solides déformables consiste à déterminer à partir d'une certaine géométrie solide d'origine et des chargements qui lui sont appliqués, si le corps répond à certaines exigences de résistance et de rigidité. Pour résoudre ce problème, il convient de déterminer le champ de contrainte et le champ de déformation du solide. Les équations nécessaires pour cela sont :
- les équations d'équilibre, qui relient les contraintes internes du solide aux charges exercées (cf. équilibre statique) ;
- les lois de comportement, qui relient les contraintes aux déformations, et dans lesquelles d'autres grandeurs telles que la température, la vitesse de déformation, les déformations plastiques accumulées, les variables de durcissement, etc. peuvent aussi intervenir ;
- les équations de compatibilité, à partir desquelles les déplacements sont restitués en fonction des déformations et des conditions aux limites.

La mécanique des solides déformables est fondamentale en ingénierie pour le génie civil, la construction mécanique (aérospatial, nucléaire, biomédical etc.), en science des matériaux ou en géologie. Il existe des applications spécifiques dans de nombreux autres domaines, tels que la compréhension de l'anatomie des êtres vivants et la conception de prothèses ou d'implants chirurgicaux. L'une des applications pratiques les plus courantes de la mécanique des solides déformables est l'équation de poutre d'Euler-Bernoulli. La mécanique des solides utilise largement des tenseurs pour décrire les contraintes, les déformations et la relation qui les lie.
La mécanique des solides déformables est un vaste domaine en raison de la grande variété de matériaux disponibles, tels que l'acier, le bois, le béton, les plastiques, les élastomères, les textiles, les matériaux composites ou les tissus biologiques.

## Cinématique des milieux continus solides (description lagrangienne)
On décrit la transformation de chaque point du milieu par une fonction (suffisamment régulière) {\displaystyle {\underline {\Phi }}(M,t)} telle que {\displaystyle {\underline {OM}}={\underline {\Phi }}(M_{0},t)}.
On introduit alors le concept de déformation, pour mesurer la variation de distance entre deux points du solide à la suite de la transformation {\displaystyle {\underline {\Phi }}}.
On cherche à avoir une mesure de {\displaystyle \|MN\|^{2}-\|M_{0}N_{0}\|^{2}}.
Or on a {\displaystyle {\underline {OM}}={\underline {\Phi }}(M_{0},t)}. On peut donc écrire :
où :
est le gradient de la transformation.
On obtient donc :
On pose :
où {\displaystyle {\underline {\underline {E}}}} est l'opérateur des déformations de Green-Lagrange.
Si on introduit le vecteur déplacement {\displaystyle {\underline {u}}(M_{0},t)={\underline {M_{0}M}}}, on obtient :
Si l'on fait l'hypothèse des petites déformations, on obtient l'opérateur des déformations linéarisé :

## Tenseur des déformations
Si l'on dessine un petit cube au sein de la matière, ce cube sera transformé en parallélépipède après déformation de la pièce (on suppose des petites déformations). On va donc avoir d'une part une élongation (ou contraction) différente selon les trois arêtes ({\displaystyle \epsilon _{1},\epsilon _{2},\epsilon _{3}}), mais aussi une variation de l'angle droit pour chacun des trois angles, qui deviendront ({\displaystyle \pi /2-2\gamma _{1},\pi /2-2\gamma _{2},\pi /2-2\gamma _{3}}).
Ces grandeurs permettent de définir le tenseur des déformations qu'on peut représenter sous la forme d'une matrice 3×3 dont les coefficients sont ces grandeurs.

## Tenseur des contraintes
Dans le cas général, un élément de matière situé au cœur d'une pièce est soumis à des contraintes dans diverses directions. Dans le cadre de la théorie du premier gradient, on représente cet état de contrainte par un tenseur d'ordre deux (que l'on peut lui-même représenter par une matrice 3×3) appelé tenseur des contraintes.

## Loi de comportement
Les lois de comportement modélisent le comportement des solides par des lois empiriques liant deux grandeurs physiques, principalement les contraintes aux déformations (voire à la vitesse de déformation).

### Types de solides déformables
Les solides déformables diffèrent les uns des autres par leur loi de comportement. Selon la loi de comportement qui relie les grandeurs mécaniques et thermodynamiques pertinentes du solide, on distingue les comportements suivants :
- le comportement élastique se produit lorsqu'un solide qui se déforme augmente son énergie interne (l'énergie potentielle élastique) sans produire de transformations thermodynamiques irréversibles. La caractéristique la plus importante du comportement élastique est qu'il est réversible : si les forces qui provoquent la déformation cessent, le solide, tel un ressort, revient à l'état initial avant l'application des charges. On distingue plusieurs sous-types de comportement élastique :
  - élastique linéaire isotrope, comme celui de la plupart des métaux non déformés  à froid et soumis à de petites déformations ;
  - élastique linéaire non isotrope : des matériaux composites comme le bois ont un comportement qui dépend de l'orientation des fibres ; c'est donc un matériau orthotrope (un cas particulier de non-isotropie) ;
  - élastiques non linéaires, des élastomères comme le caoutchouc, ou du béton pour de petites forces de compression, qui reviennent à leur position initiale (hors endommagement) mais dont les contraintes ne sont pas strictement proportionnelles aux déformations ;
- le comportement élastoplastique : quand on atteint le domaine plastique, il y a irréversibilité ; même si les forces sous lesquelles les déformations plastiques se sont produites cessent, le solide ne revient pas exactement à l'état thermodynamique et de déformation qu'il avait avant l'application de celui-ci. À leur tour, les sous-types sont :
  - plastique pur, lorsque le matériau s'allonge (on parle d'écoulement plastique) librement à partir d'un certain niveau de contrainte ;
  - plastique avec écrouissage, avec une contrainte qui augmente avec la déformation plastique ; il est donc nécessaire d'augmenter la tension pour poursuivre l'écoulement plastique ;
  - plastique avec affaiblissement ;
- le comportement visqueux qui se produit lorsque la vitesses de déformation intervient dans la loi de comportement, typiquement les contraintes augmentent avec la vitesse de déformation. Ici, les modèles suivants peuvent être distingués :
  - comportement viscoélastique, dans lequel les déformations élastiques sont réversibles. Pour des taux de déformation arbitrairement faibles, ce modèle tend vers un modèle de comportement élastique ;
  - comportement viscoplastique, avec à la fois une augmentation des contraintes en fonction du taux de déformation du fait de la viscosité et l'apparition éventuelle de déformations plastiques irréversibles.

En principe, un solide d'un matériau donné est capable de présenter plusieurs de ces comportements en fonction de la plage de contraintes ou de déformations. L'un ou l'autre comportement dépendra de la forme spécifique de la loi de comportement qui relie des paramètres mécaniques importants tels que la contrainte, la déformation (élastique et plastique), la vitesse de déformation, ainsi que des paramètres tels que les constantes élastiques, la viscosité et les paramètres thermodynamiques tels que la température ou l'entropie.

## Approche simplifiée: contrainte, déformation et coefficients d'élasticité
La base de la mécanique des milieux continus est l'étude des déformations et des phénomènes associés à une transformation d'un milieu. La notion de déformation sert à quantifier de quelle manière les longueurs ont été dilatées et les angles ont changé dans le milieu.
Une manière simple pour chercher à quantifier la déformation, est de regarder l'allongement relatif d'un segment dans le solide, ou la variation d'angle entre deux directions.
Pour l'allongement relatif {\displaystyle \varepsilon }, encore appelé déformation
{\displaystyle l_{0}} étant la longueur initiale et {\displaystyle \Delta l} l'allongement ; {\displaystyle \varepsilon } est sans unité.
On pourra remarquer que lors d'une sollicitation en traction, {\displaystyle \varepsilon } est positif, et que lors d'une compression, il est négatif.
Cette notion introduite ici est « globale » en cela que l'on regarde l'allongement relatif pour un segment de longueur {\displaystyle l_{0}}.
Pour introduire une notion locale, il faut considérer la limite de l'allongement relatif lorsque la longueur du segment tend vers 0 :
On se rend alors compte que la notion d'allongement relatif est assez pauvre, car au cœur du volume d'un solide, on peut considérer une infinité de directions pour les segments. Cette notion est cependant suffisante pour appréhender l'étude des poutres.
Les sollicitations sont quantifiées par la notion de contrainte {\displaystyle \sigma }, qui est l'effort surfacique exercé sur une partie de la pièce en un point par le reste de la pièce. Cette contrainte, si on la suppose uniforme dans la section, peut s'assimiler à la contrainte moyenne :
{\displaystyle \sigma } est homogène à une pression et est exprimé en mégapascals (MPa) ou en newtons par millimètre carré (N/mm²).
Le fait d'utiliser {\displaystyle \sigma } et {\displaystyle \epsilon } permet d'écrire des lois locales et non globales, on peut alors écrire l'équilibre de chaque point du milieu et décrire son comportement (loi liant la contrainte et la déformation).
Le matériau est caractérisé par des coefficients d'élasticité, qui représentent la difficulté à déformer ; le principal est le module de Young, {\displaystyle E}, lié à la contrainte et la déformation par la loi de Hooke :
{\displaystyle E} est homogène à une pression et est exprimé en mégapascals (MPa), gigapascals (GPa) ou en kilonewtons par millimètre carré (kN/mm²).